# Batailles de Villmergen

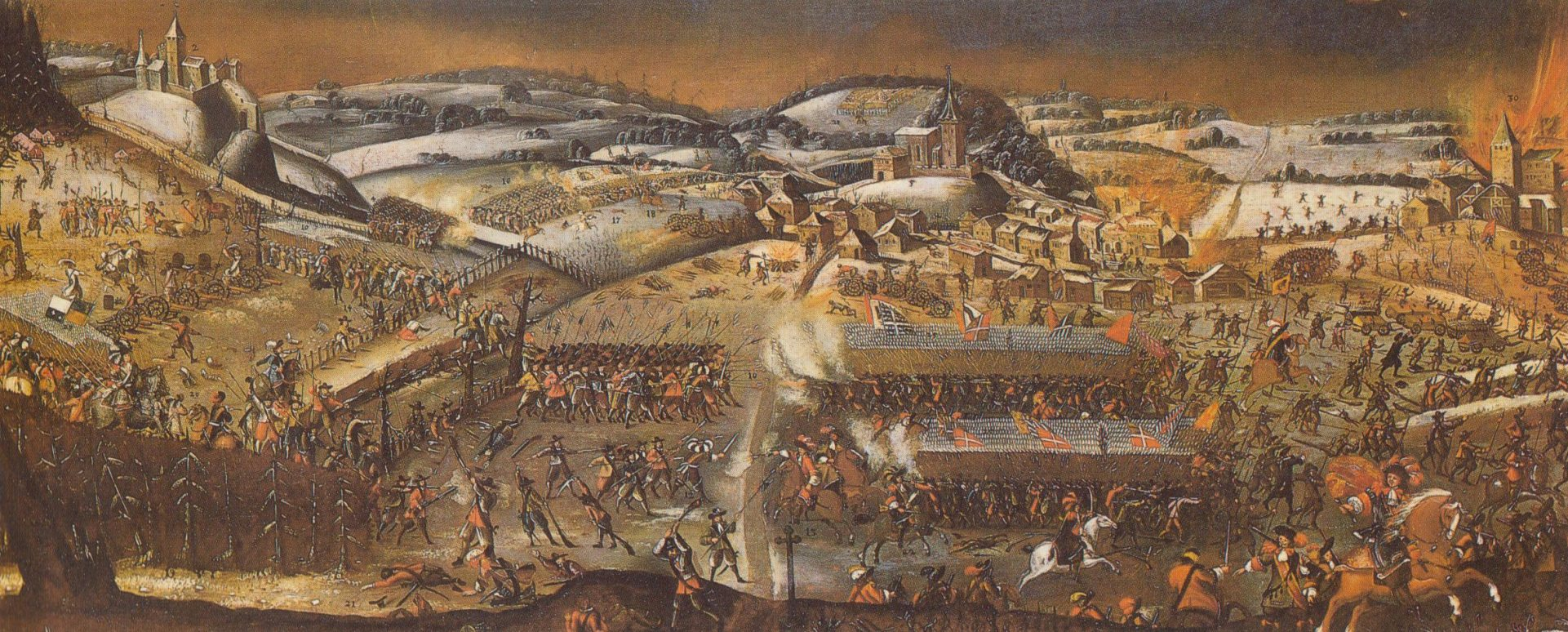
La première bataille de Villmergen

Les batailles de Villmergen ont opposé les cantons réformés aux cantons catholiques de la Confédération des XIII cantons en Suisse le 24 janvier 1656 et le 24 juillet 1712 sur le territoire de la commune de Villmergen.

## Première bataille

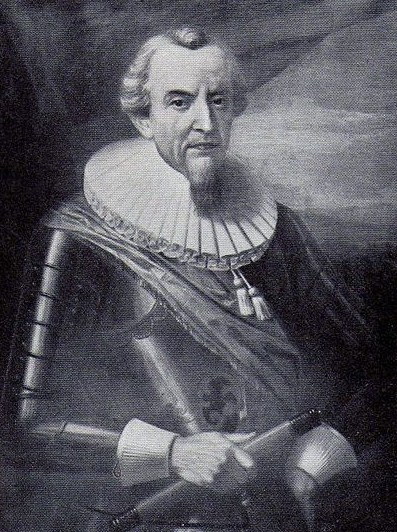
Pfyffer d'Altishofen

La première bataille fut une des batailles décisives de la première guerre de Villmergen (en) causée par une tentative de réforme de la Confédération en 1655 mais l'opération échoua à cause de la résistance catholique. Le conflit politique sur fond de Réforme entre Zurich et Schwytz s'envenima . Zurich demanda dans les plus brefs délais à ses alliés de déclarer la guerre aux cantons catholiques. Les troupes zurichoises menées par le général Hans Rudolf Werdmüller (de) assiégèrent vainement la cité de Rapperswil alors que les troupes catholiques, commandées par Christophe Pfyffer d'Altishofen, coupaient les liens entre Zurich et Berne en battant de manière éclair les soldats bernois à Villmergen en Argovie le 24 janvier 1656. Les hostilités cessèrent le 20 février et le traité de Villmergen du 7 mars restaura le statu quo de vigueur avant le début du conflit. Cette situation tournait à l'avantage des cantons catholiques puisque la Réforme n'avait pu progresser. Une révision de la Deuxième paix de Kappel ne put ainsi pas avoir lieu.

## Seconde bataille
En 1712, Berne et Zurich profitèrent d'un conflit entre Saint-Gall et ses sujets protestants du Toggenburg. C'est ainsi que la guerre du Toggenburg commença. La bataille de Villmergen qui eut lieu le 25 juillet 1712 est une rencontre décisive de cette guerre. Les protestants l'emportèrent sur les catholiques qui perdirent 2 000 hommes. La victoire mit un terme à l'hégémonie catholique sur le territoire suisse grâce à la « paix d'Aarau » . L'égalité des confessions s'étend dans les bailliages communs. Le conflit religieux allait toutefois couver jusqu'à la guerre du Sonderbund en 1847 qui mena à la Confédération suisse.
Les troupes bernoises et zurichoises, victorieuses, s'emparèrent de la bibliothèque de l'abbaye de Saint-Gall. Si Berne rendit plus tard les biens dérobés, Zurich conserva une partie du butin, en particulier des manuscrits et un globe d'astronomie. Ce problème ne fut résolu qu'en 2006 puisque c'est grâce à l'intervention de Pascal Couchepin que les deux cantons trouvèrent un compromis,. La propriété des objets resta en mains zurichoises mais un certain nombre de manuscrits furent prêtés à long terme à Saint-Gall. Le globe se trouve toujours au Landesmuseum de Zurich, mais une copie conforme devrait être offerte à Saint-Gall.